# بينبردج كولبي
بينبردج كولبي (بالإنجليزية: Bainbridge Colby)‏ (22 ديسمبر 1869 - 11 أبريل 1950) هو محامٍ أمريكي وسياسي تقدمي، وهو أحد مؤسسي الحزب التقدمي الأمريكي وثالث وآخر وزراء خارجية وودرو ويلسون. كان كولبي جمهوريًا إلى أن ساعد في تأسيس الحزب الوطني التقدمي في عام 1912؛ وترشح عدة مرات كعضو في ذلك الحزب، لكنه دائما ما خسر.
كان تعيين كولبي من قبل ويلسون «غريبا» كما يقول المؤرخ جون ميلتون كوبر، فلم تكن لدى كولبي أي خبرة أو مهارات دبلوماسية. وتراوحت ردود المحررين في الصحف الرائدة «من الحيرة إلى الغضب». تم اختيار كولبي لأنه كان مخلصا تماما لويلسون؛ لم يترك أي إنجازات ملحوظة في المنصب.